# Jolanta Sujecka
Jolanta Natalia Sujecka z d. Niziołek (ur. 2 kwietnia 1959) – polska slawistka i bałkanistka, profesor Uniwersytetu Warszawskiego.

## Życiorys
W 1983 ukończyła studia slawistyczne na Uniwersytecie Warszawskim. W 1995 obroniła pracę doktorską Obraz wielkiej przemiany w poezji bułgarskiej pierwszej połowy lat dwudziestych XX wieku (promotorka: Teresa Dąbek-Wirgowa). 20 grudnia 2004 Rada Wydziału Polonistycznego UW nadała jej stopień doktora habilitowanego, na podstawie rozprawy: Ikona domu.
W 1985 rozpoczęła pracę w Instytucie Slawistyki Polskiej Akademii Nauk, jako asystentka, od 1995 adiunkt, a od 2005 docent. Od 2006 zatrudniona na stanowisku profesora w Ośrodku Badań nad Tradycją Antyczną w Europie Środkowo-Wschodniej. W 2008 redaktorka naczelna czasopisma naukowego Studia Litteraria Polono-Slavica, od 2012 redaktor naczelna anglojęzycznego rocznika Instytutu Slawistyki PAN "Colloquia Humanistica", od 2011 Przewodnicząca Rady Programowej serii "Colloquia Balkanica" Wydawnictwa DiG.  22 marca 2018 uzyskała tytuł profesora. Wypromowała siedmiu doktorów. 9 października 2018 otrzymała Złoty medal Blaže Koneskiego, nagrodę Macedońskiej Akademii Nauk i Sztuk.
W latach 1991/1992 i 1996–1998 była stypendystką Fundacji Sorosa Uniwersytetu Środkowoeuropejskiego. W działalności badawczej koncentruje się na problematyce miejsc pamięci na Bałkanach oraz pograniczy: macedońsko-bułgarskiego i macedońsko-serbskiego.

## Wybrane publikacje
- 1996: Obraz wielkiej przemiany w poezji bułgarskiej (1918-1925) ISBN 83-86619-80-5
- 2001: Ikona domu. ISBN 83-86619-39-2
- 2015: Wprowadzenie do bałkanologii: etnosy, języki, areały, konceptualizacje (wspólnie z Ireną Sawicką), ISBN 978-83-64031-26-7